# Agrilus marietae
Agrilus marietae es una especie de insecto del género Agrilus, familia Buprestidae, orden Coleoptera.
Fue descrita científicamente por Curletti & Sakalian, 2007.